# 江華万氏
江華万氏（カンファマンし、강화만씨）は、朝鮮の氏族の一つ。本貫は仁川広域市江華郡である。2015年調査では、19人である。
始祖は、壬辰倭乱の際に中国明から援軍として李氏朝鮮に派兵された明の経理使の万世徳であり、万世徳の先祖は、中国漢の明帝の28将軍の一人であった万脩である。